# Acanthermia pantina
Acanthermia pantina är en fjärilsart som beskrevs av William Schaus 1901. Acanthermia pantina ingår i släktet Acanthermia och familjen nattflyn. Inga underarter finns listade i Catalogue of Life.